# باقر آل عصفور
باقر بن أحمد بن خلف آل عصفور (1885 - 23 يناير 1979) (1310 - 24 صفر 1399) فقيه جعفري وقاضي شرعي وكاتب إيراني بحريني. ولد في الفلاحية بخوزستان لعائلة بحرانية. تعلم القرآن على عمه، ثم درس في النجف على شيوخ عصره. انتقل إلى البحرين سنة 1930، واشتغل بالتدريس والوعظ والكتابة والخطابة. عيّن رئيسًا للمحكمة الكبرى سنة 1956 ثم قاضيًا في التمييز سنة 1968. كان أخباريًا. توفي في المنامة عن 90 عامًا. له مؤلفات دينية كثيرة، وقصائد شعرية.

## سيرته
هو باقر بن أحمد بن خلف بن يوسف بن خلف آل عصفور، ووالدته هي أم الخير بنت إبراهيم بن محمد. ولد سنة 1303 هـ/ 1892 م بمدينة الفلاحية في خوزستان ونشأ بها في عائلة معروفة عربية. 

ثم انتقل من الفلاحية مسقط رأسه إلى النجف سنة 1892 بصحبة عمه مهدي، فأودعه عند مقرئ يسمى سيد آقا يقرئ تلاميذه في إحدى حجرات الطابق الثاني من الصحن الحيدري بالعتبة العلوية، فتعلم القرآن عنده وبعد ذلك شرع في الدرس. فقرأ عند عمه مهدي الآجرومية وقطر الندى وبل الصدى وشرح ابن نظام للألفية. توفي عمه في 1899. ثم درس على محمد صالح الجزائري، وهادي الصائغ، ومحسن القزويني، ومحمد حسن المظفر، وناصر الأحسائي، وعلي الخنيزي، وعبد الحسين مبارك، وعبد الصاحب الجواهري، وإبراهيم الإصطهباناتي، وجعفر الشيخ راضي، ومهدي المازندراني، وعدنان الغريفي، وأبو تراب الخوانساري، وأبو الحسن الأصفهاني، ومحمد حسين النائيني.

انتقل إلى البحرين سنة 1930 واستوطن بها، وسكن بقرب مسجد مؤمن بالمنامة. فاشتغل بالتدريس ثم انضم للقضاء سنة 1936. توفي عبد الحسين الحلي في 25 مارس 1956 فاستدعي محمد أمين الصافي النجفي لمحكمة التمييز فيما عيّن باقر آل عصفور رئيسًا للمحكمة الكبرى ثم عيّن قاضي التمييز في 17 صفر 1388/ 15 مايو 1968.

من مواقفه هو مخالفته للاستعمال الأدوات الموسيقية في مواكب العزاء خلال إحياء محرم، والتصدي للضرب بالسلالل والسيوف، فأصدر الفتوى المحرمة للتطبير، ومواجهته «للخرافات والبدع»، وقد أنكر على إقامه حفلات الأفراح في المساجد للتهاني بالختان والأعراس، وأنكر على ثلة من الخطباء ممن يرتقي المنبار باسم الدين ويتقاضون الأجور، أنكر ظاهرة «السفور والتبرج»، وعرف بالدعوته لإحياء السنة، وقد كان أخباريًا. 

ومن تلامذته عبد الحسن آل طفل، وعبد الرسول بن حسن العرادي، وهاشم بن علي الطويل، وعبد الحسن بن علي السرو، والعلوي بن أحمد الغريفي، وحسن بن داود آل عصفور، وعبد الحسين آل عصفور، ومحمد جعفر العرب، وعبد الأمير الجمري، وعبد الله المدني، وعبد علي الحواج، وجواد الحلواجي. 

توفي مساء اليوم الثلاثاء 24 صفر 1399/ 23 يناير 1979، وشيّع جثمانه إلى مسجد مؤمن في المنامة، ثم نقل إلى الشاخورة ودفن إلى جنب العلامة حسين آل عصفور. وأقيم مساء يوم الخميس 2 ربيع الآخر/ 1 مارس حفل تأبيني له. 

## حياته الشخصية
تزوج بثمان زوجات، بعضهن تزوجهن قبل إقامته في البحرين، وأبرز زوجاته هي بهية بنت محمد ثامر التميمي من مواليد النجفي، التي توفيت في حياته. وفد أنجبت له بنتًا اسمها غنية، وابنًا اسمه إبراهيم. أما آخر زوجاته هي فضيلة بنت منصور بن أحمد بن عبد علي آل عصفور، من مواليد المحمرة، توفي في 3 محرم 1422/ 27 مارس 2001. وقد تزوج قلبها اثنتين من بنات أعمامها وهما حميدة ورحمة.

كان ينتمى أن يكون له ابنًا، وقد تولى تربية ملوك بن علي بن منصور آل عصفور، وهي ابنة أخ وزجته فضيلة، وتولى أيضًا تربية شذى بنت عبد علي وكذلك حازم وعازم ابني عبد العزيز بن منصور آل عصفور. 

## آثاره
من مؤلفاته:
- المزايا والأحكام، طبع بمطبعة النعمان، النجف، 1955
- الدرة في أحكام الحرة أو رسالة النسوان، 1956
- أحسن الحديث في فقه أهل الحديث
- النفح في الصور لبعث روح الشعور في موتى الجهل والقصور
- القول المفيد في أحكام التقليد
- كلمة عالية غالية
- إليكم الصومية، رسالة
- المختصرة في الشكوك المشتهرة، كراسة
- وشائح للخطبتيين ونصائح في نقطتين
- السفر السافر عن أحكام المسافر
- البيت المعمور في العلم المأثور
- القول المفيد في الصلاة الصحيحة بدون التقليد